# Karlheinz Gieseler
Karlheinz Gieseler (* 30. Juli 1925 in Schweez, Mecklenburg; † 17. Oktober 2010 in Neu-Isenburg) war ein deutscher Sportfunktionär und langjähriger Generalsekretär des Deutschen Sportbundes.

## Leben und Wirken
Gieseler wurde 1925 auf Gut Schweez in Mecklenburg geboren. Er besuchte bis 1943 die Schule in Neustrelitz und trat dann zum 30. Mai 1943 der Waffen-SS bei. Als 19-jähriger Stoßtruppführer im Unteroffiziersrang wurde er am 29. April 1945 mit dem Ritterkreuz zum Eisernen Kreuz ausgezeichnet.
Aus Internierung und Kriegsgefangenschaft wurde Gieseler erst 1948 entlassen. Er arbeitete zunächst als Gärtner, Maurer und Buchhändler. Dann studierte er Anfang der 1950er Jahre Volkswirtschaft in Mainz und betätigte sich bereits gleichzeitig als Sportjournalist, mit Stationen auch in Koblenz, Bad Kreuznach und anderen Städten. Unter Willi Daume wurde Gieseler 1959 Pressereferent des Deutschen Sportbundes. Diese Aufgabe nahm er bis 1964 wahr und bekleidete dann von 1964 bis 1989 die Position eines Hauptgeschäftsführers, umgewandelt in Generalsekretär des DSB. In dieser Zeit nahm dessen Mitgliederzahl von 6,5 auf 21 Millionen zu. Gieseler war „Ankurbler und Vordenker des deutschen Sports“ und hat „die sportliche Entwicklung (West-)Deutschlands in der Nachkriegszeit entscheidend mitgeprägt“, wie es im Nachruf des Deutschen Olympischen Sportbundes 2010 heißt. Es gelang ihm die zentrifugalen Kräfte des erfolgreichen Abteilungsleiters für Breitensport Jürgen Palm (später Präsident des Weltverbandes für Breitensport) und Helmut Meyer, selbstbewusster Leiter des Bundesausschusses Leistungssport, im Zaume zu halten und so die Einheit der Sportbewegung zu wahren. Sport- und gesellschaftspolitisch hat Gieseler großen Einfluss ausgeübt. Gieseler galt als „Mann der Tat“ und als „Diener des Sports, ohne Diener gewesen zu sein“, wie er bei der Verabschiedung als Generalsekretär 1989 gekennzeichnet wurde. „Als scharfer und kompetenter Gesprächspartner hat er den DDR-Sportfunktionären 1972 bis 1974 den von 1975 an jährlich erscheinenden sportlichen Begegnungskalender abgehandelt“: Kalendergespräche zum deutsch-deutschen Sportverkehr. Gieseler hat das Handeln des DSB in den 1960er, 1970er und 1980er Jahren maßgeblich mitbestimmt: Würdigung des Landessportbundes Rheinland-Pfalz 2010.
Gieseler war verheiratet mit seiner Frau Karen. Er verstarb nach längerer Krankheit und ruht auf dem Alten Friedhof in Neu-Isenburg.

## Auszeichnungen und Ehrungen
- Ritterkreuz zum Eisernen Kreuz[5]
- Bundesverdienstkreuz Erster Klasse 1983
- Dr. h. c. Sportwiss. der Ruhr-Universität Bochum 1988[6]